# 宁波泥蟹
宁波泥蟹（学名：Ilyoplax ningpoensis）为沙蟹科泥蟹属的动物。在中国大陆，分布于福建、浙江等地，生活环境为海水，多生活于潮间带沙滩上。